# Chaim Lauer
Chaim Lauer (geboren am 25. August 1876 in Brzesko oder Bobowa, Österreich-Ungarn; gestorben am 11. August 1945 in Biel; seit 1925 heimatberechtigt ebenda) war ein Schweizer und deutscher Rabbiner.

## Leben
Chaim Lauers Eltern waren Gerson Lauer und Rahel geborene Seelengut. Er besuchte nach 1889 die Jeschiwa von Eliezer Deutsch im ungarischen Bonyhád. Anschliessend assistierte er Provinzialrabbiner Michael Cahn in Fulda und nahm Privatunterricht, um sich auf den Besuch des Gymnasiums vorzubereiten. Nach der Matura am Realgymnasium in Basel schrieb Lauer sich für ein Medizinstudium an der Universität Basel ein. Er wechselte zur Philosophie sowie Semitistik und machte 1913 bei Karl Joël sein Doktorat. Sein Leben finanzierte Lauer mit Privatstunden, als Lehrer im Verein «Schomre Thora» und von 1908 bis 1912 als Rabbiner, Lehrer und Schächter in Liestal. Er war Zionist und begründete an der Basler Universität die farbentragende Verbindung «Nehardea» mit.
Maurice de Hirsch ernannte Lauer 1914 zum Oberrabbiner der jüdischen Kolonisation in Argentinien. Der Erste Weltkrieg verhinderte Lauers Amtsantritt bei der ICA. An der Synagoge in Biel wurde er der erste «ordentliche» Rabbiner und widmete sich der Jugendarbeit. Zum 1. Mai 1925 wechselte er als Lehrer und Schulleiter an die «Klaus»-Religionsschule in Mannheim. Lauer heiratete im selben Jahr die Krankenschwester Elsa Eppenstein (1895–1970), Tochter seines Berliner Lehrers Simon Eppenstein sowie Kusine von Max Dienemann. Bis 1935 war er zudem Stellvertreter des Rabbiners Isak Unna. Nach dessen Emigration wurde Lauer Stadt- und Klaus-Rabbiner in Mannheim. Da er als Schweizer Staatsbürger die Bibliothek der Klaus als Privatbesitz ausgab, konnte er diese 1938 in der Pogromnacht vor der Zerstörung bewahren.
Lauer kehrte in die Schweiz zurück und wurde im Januar 1939 erneut Rabbiner in Biel. Zuletzt übernahm er im Mai 1945 zudem eine Lehrerstelle am neueröffneten Lehrerseminar des Schweizerischen Israelitischen Gemeindebundes (SIG).
Chaim Lauer starb am 11. August 1945 in Biel und wurde auf dem jüdischen Friedhof beigesetzt. Sein Sohn Simon Lauer (geb. 1929) wurde Gymnasial- und später Hochschullehrer am Institut für Jüdisch-Christliche Forschung (IJCF) in Luzern.
Die Burgerbibliothek Bern verwahrt vier Briefe Lauers an Karl Marti.

## Veröffentlichungen (Auswahl)
- Der Irrationalismus als philosophischer Grundzug David Humes. (Dissertation, Basel 1913) Berlin 1914.
- Das Thorastudium und die Frauen. Jeschurun [NF] 1 (1914).
- Rabbi Jochanan ben Sakkais letzte Bitte an seine Schüler. Jeschurun [NF] 2 (1915).
- Talmudisches. Jeschurun [NF] 4 (1917).
- Zur Geschichte des «Zürcher Semak». In: Jahrbuch der Jüdisch-Literarischen Gesellschaft in Frankfurt am Main. Band 12 (1918), S. 1–36, 326–327.

## Fussnoten
1. ↑  Der genaue Geburtstag ist unbekannt.
2. 1 2 3 4 5    1. 2333 Lauer, Chaim, Dr. In: Biographisches Handbuch der Rabbiner.
3. ↑  Simon Lauer: Chaim Lauer. In: Historisches Lexikon der Schweiz. (abgerufen am 18. März 2022)
4. ↑  Klaus-Dieter Alicke: Lexikon der jüdischen Gemeinden im deutschen Sprachraum. Band 1: Aach – Groß-Bieberau. Gütersloh 2008. (Online-Version)
5. ↑  alemannia-judaica.de: Biel/Bienne (Kanton Bern, CH). Jüdische Geschichte/Synagoge. (vgl. Der Israelit. 19. Februar 1925; abgerufen am 18. März 2022)
6. ↑  alemannia-judaica.de: Biel/Bienne (Kanton Bern, CH). Jüdische Geschichte/Synagoge. (abgerufen am 18. März 2022)
7. ↑  Nachlass Karl Marti 33.13 (5)

| Personendaten    | Personendaten                    |
| ---------------- | -------------------------------- |
| NAME             | Lauer, Chaim                     |
| KURZBESCHREIBUNG | Schweizer und deutscher Rabbiner |
| GEBURTSDATUM     | 25. August 1876                  |
| GEBURTSORT       | Brzesko, Österreich-Ungarn       |
| STERBEDATUM      | 11. August 1945                  |
| STERBEORT        | Biel, Schweiz                    |